# Empoascanara producta
Empoascanara producta är en insektsart som beskrevs av Irena Dworakowska 1992. Empoascanara producta ingår i släktet Empoascanara och familjen dvärgstritar.
Artens utbredningsområde är Filippinerna. Inga underarter finns listade i Catalogue of Life.